# Eberlanzia benedicti
Espèce
Eberlanzia benedicti est une espèce de solifuges de la famille des Daesiidae.

## Distribution
Cette espèce est endémique de Somalie.

## Publication originale
- Delle Cave & Simonetta, 1971 : A tentative revision of Daesiidae (Arachnida, Solifugae) from Ethiopia and Somalia. Monitore Zoologico Italiano, Supplemento 4, no 2, p. 37-77.